# كنباث

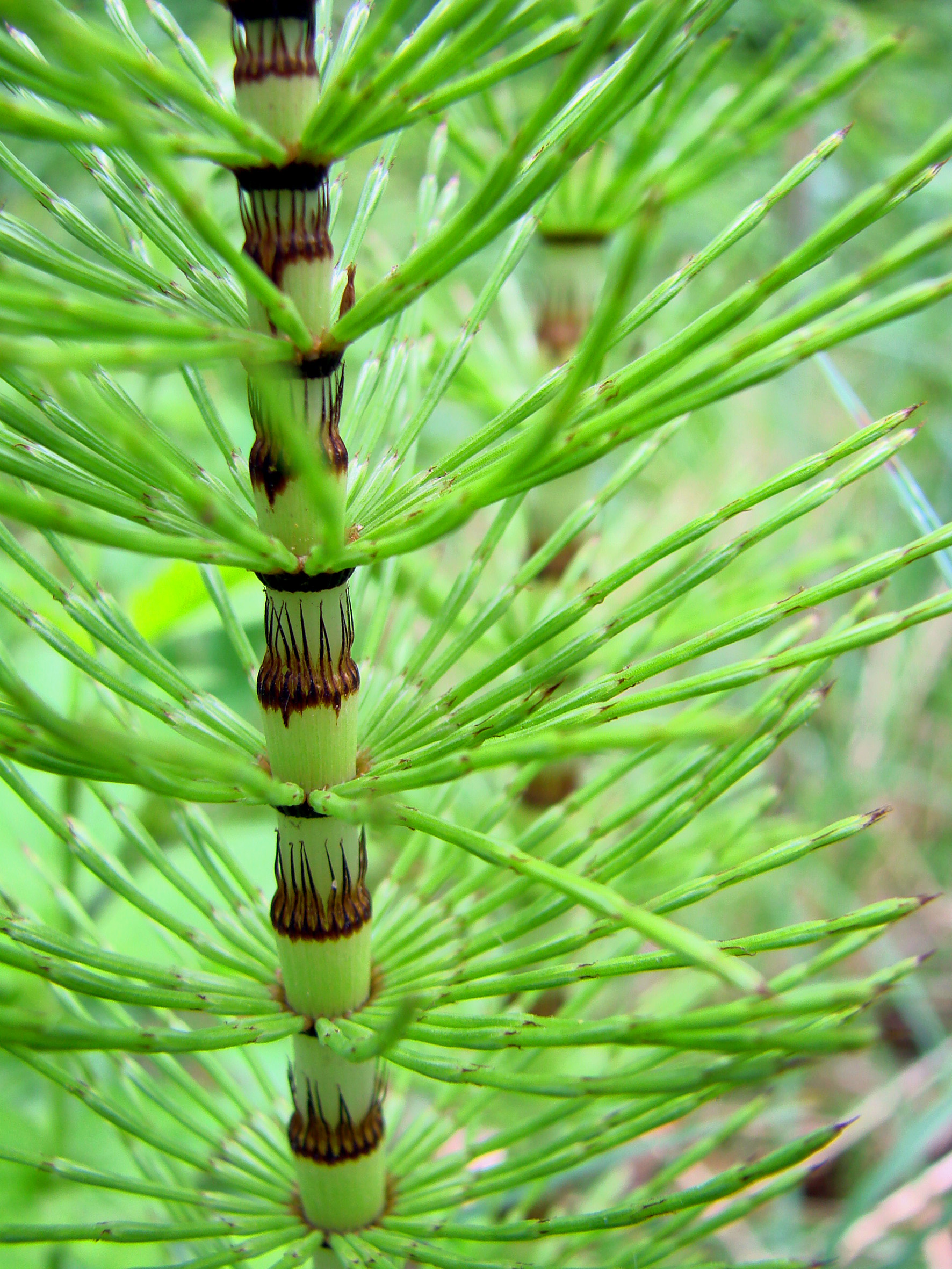
صورة مقربة لكنباث سبخي

الكُنباث أو ذَنَب الخيل أو ذيل الحصان (الاسم العلمي: Equisetum) هو جنس من السراخس يتبع فصيلة الكنباثية من رتبة الكنباثيات. يضم نحو 15 نوعًا من النباتات. هذا الجنس هو الوحيد المتبقي في الفصيلة الكنباثية التي تشكل بدورها الفصيلة الوحيدة في رتبة الكنباثيات وصف سراخس كنباثية. وهو الصف الوحيد في هذه الشعبة: شعبة أذناب الخيليات (باللاتينية: Equisetophyta). تدعى هذه الشعبة أيضًا في بعض الكتب القديمة (باللاتينية: Arthrophyta).